# Paracuellos de Jarama
Paracuellos de Jarama é um município da Espanha, na província e comunidade autônoma de Madrid. Tem 43,92 km² de área e em 2021 tinha 26 235 habitantes (densidade: 597,3 hab./km²). Limita com os municípios de Ajalvir, Alcobendas, Cobeña, Madrid, San Fernando de Henares, San Sebastián de los Reyes e Torrejón de Ardoz.